# ورسولر
شهر ورسولر (به فرانسوی: Vorselaar) در شهرستان تورنو در استان آنتوئر در منطقه فلاندری در کشور بلژیک واقع شده‌است.